# Initiativbewerbung
Die Initiativbewerbung (auch Blindbewerbung, Spontanbewerbung) ist eine besondere Form der Bewerbung um einen Ausbildungs- oder Arbeitsplatz. Eine Initiativbewerbung erfolgt ohne vorherige Angebote oder spezifische Aufforderungen durch Stellenausschreibungen. Allerdings weisen viele Arbeitgeber auf ihren Karriereseiten ausdrücklich darauf hin, dass Initiativbewerbungen erwünscht sind und geben weiterführende Hinweise zu gesuchten Berufsprofilen. Sie kann entweder als Kurzbewerbung oder als ausführliche Bewerbung gestaltet werden.

## Beschreibung
Es gibt zwei Unterformen der Initiativbewerbung:
1. Initiativbewerbung mit Recherche: Die Bewerbung wird ohne vorherige Stellenausschreibung der Unternehmen nach aufwändigen Nachforschungen über die infrage kommende Firma verschickt. Die telefonische Kontaktaufnahme zu einem Unternehmen oder einer Organisation mit der Intention einer Stellensuche kann bereits als Initiativbewerbung gewertet werden. Bei Interesse wird der Bewerber dann um Übermittlung der vollständigen Bewerbungsunterlagen gebeten. Der Kontakt kann aber auch schriftlich per Brief oder Fax oder elektronisch per E-Mail oder – immer häufiger – über ein standardisiertes Web-Bewerbungsformular erfolgen. Die Initiativbewerbung hat typischerweise nicht denselben Umfang wie eine Bewerbung auf eine Stellenausschreibung. Sie kann eine Kurzbewerbung sein, der im Falle, dass das Unternehmen Interesse zeigt, die bewerbungstypischen Unterlagen zeitnah folgen.
2. Initiativbewerbung ohne Recherche (auch i-Bewerbung): Die sogenannte „Blindbewerbung“. Das ist eine Initiativbewerbung (meist) auf dem verdeckten Stellenmarkt, die allgemein gehalten ist und keinen direkten Bezug zum Unternehmen hat. Hier stehen die eigenen Soft- und Hardskills im Vordergrund.

Unternehmen, deren wirtschaftliche und strukturelle Relevanz als besonders hoch gilt, erhalten meist zahlreiche Initiativbewerbungen, gerade in Zeiten hoher Arbeitslosigkeit. Dies wird durch die geringen Kosten elektronischer Bewerbungen noch begünstigt. So erhielt die BMW Group 2003 über 200.000 Bewerbungen – etwa das Doppelte des damaligen weltweiten Personalbestands. Aus soziologischer Perspektive kann dieses Übermaß der gesteigerten Nachfrage jedoch als zusätzliche Erschwernis gedeutet werden – denn trotz des immensen Anstiegs initiativer Bewerbungen bedeutet dies nicht, dass mit der Erhöhung der Nachfrage auch der reelle Bedarf erhöht würde.
In Zeiten von Fachkräftemangel spielen Initiativbewerbungen hingegen eine geringe Rolle, besonders bei mittelständischen Unternehmen. Viele Unternehmen setzen speziell bei der Ausbildungsplatzvergabe auf erweiterte Rekrutierungsmethoden.

## Vorteile der Initiativbewerbung
Der Vorteil der Initiativbewerbung liegt dabei klar in der Bewerbung auf eine Stelle, die das Unternehmen bereits betriebswirtschaftlich ermittelt, kostenbezogen evaluiert, und bedarfsbezogen als erforderlich bemessen hat – so dass die initiativen Bewerber dann ihr Interesse bekunden, wenn der Personalbedarf noch nicht offiziell ausgeschrieben wurde. Die Initiativbewerbung biete jedoch insbesondere für jenen Personenkreis besondere Vorteile, welcher über eine – marktwirtschaftlich eher selten gebotene Fachqualifikation verfügt oder sich beruflich insbesondere auf einen besonderen Bereich spezialisiert hat. Aus betriebswirtschaftlicher Perspektive lässt sich die Initiativbewerbung daher einerseits als eine Chance beschreiben, welche sich jedoch durch den Faktor der eigenen, besonderen Qualifikation, deutlich erhöht.

## Nachteile der Initiativbewerbung
Die initiative Bewerbung verdeutlicht zwar den Wunsch, in Form einer erhöhten Bewerbernachfrage, im jeweiligen Unternehmen tätig werden zu wollen, doch vermag es diese Form der gesteigerten Nachfrage nicht, eine Aussage über den tatsächlichen Bedarf zu treffen. Der Schwachpunkt der Initiativbewerbung ist daher – wie bereits anhand der Logik des initiativen Handelns ersichtlich – dass die Bewerber sich um die Nachfrage von Dienstleistungen bemühen, deren Bedarf von Seiten des jeweiligen Unternehmens noch gar nicht offiziell ausgeschrieben worden ist.
Bei einer Initiativbewerbung ist zudem die Ungewissheit höher, wann oder, ob überhaupt eine Rückmeldung vom Unternehmen kommt. Hindernisse und Hürden sind hier vor allem auch falsche Ansprechpersonen.